# Jeremiah Thurston
Jeremiah Thurston (* 1768 in Hopkinton, Colony of Rhode Island and Providence Plantations; † 22. März 1830 ebenda) war ein US-amerikanischer Politiker. In den Jahren 1816 und 1817 war er Vizegouverneur des Bundesstaates Rhode Island.

## Werdegang
Jeremiah Thurstons Vater George Thurston (1741–1827) diente während des Unabhängigkeitskrieges  in den amerikanischen Streitkräften und war später Brigadegeneral der Staatsmiliz. In Hopkinton betrieb er ein Warengeschäft, an dem sich sein Sohn ab 1794 beteiligte. Die Firma nannte sich dann George Thurston & Son. Später übernahm der jüngere Thurston den Betrieb, der sich dann Jeremiah Thurston & Co. nannte. Nach seinem Tod wurde die Firma von seinem Sohn Benjamin (1804–1886) weitergeführt, der in den Jahren 1837 und 1838 ebenfalls Vizegouverneur von Rhode Island war und seinen Staat außerdem im Kongress vertrat.
Politisch schloss sich Thurston der Föderalistischen Partei an. Im Jahr 1815 wurde er an der Seite von Nehemiah R. Knight zum Vizegouverneur von Rhode Island gewählt. Dieses Amt bekleidete er zwischen 1816 und 1817. Dabei war er Stellvertreter des Gouverneurs und Vorsitzender des Staatssenats. Nach seiner Zeit als Vizegouverneur ist er politisch nicht mehr in Erscheinung getreten. Er widmete sich wieder seinem Unternehmen und starb am 22. März 1830.